# Cristo incoronato di spine
Cristo incoronato di spine  è un dipinto di Annibale Carracci. L'opera è talvolta menzionata come Cristo deriso.

## Storia

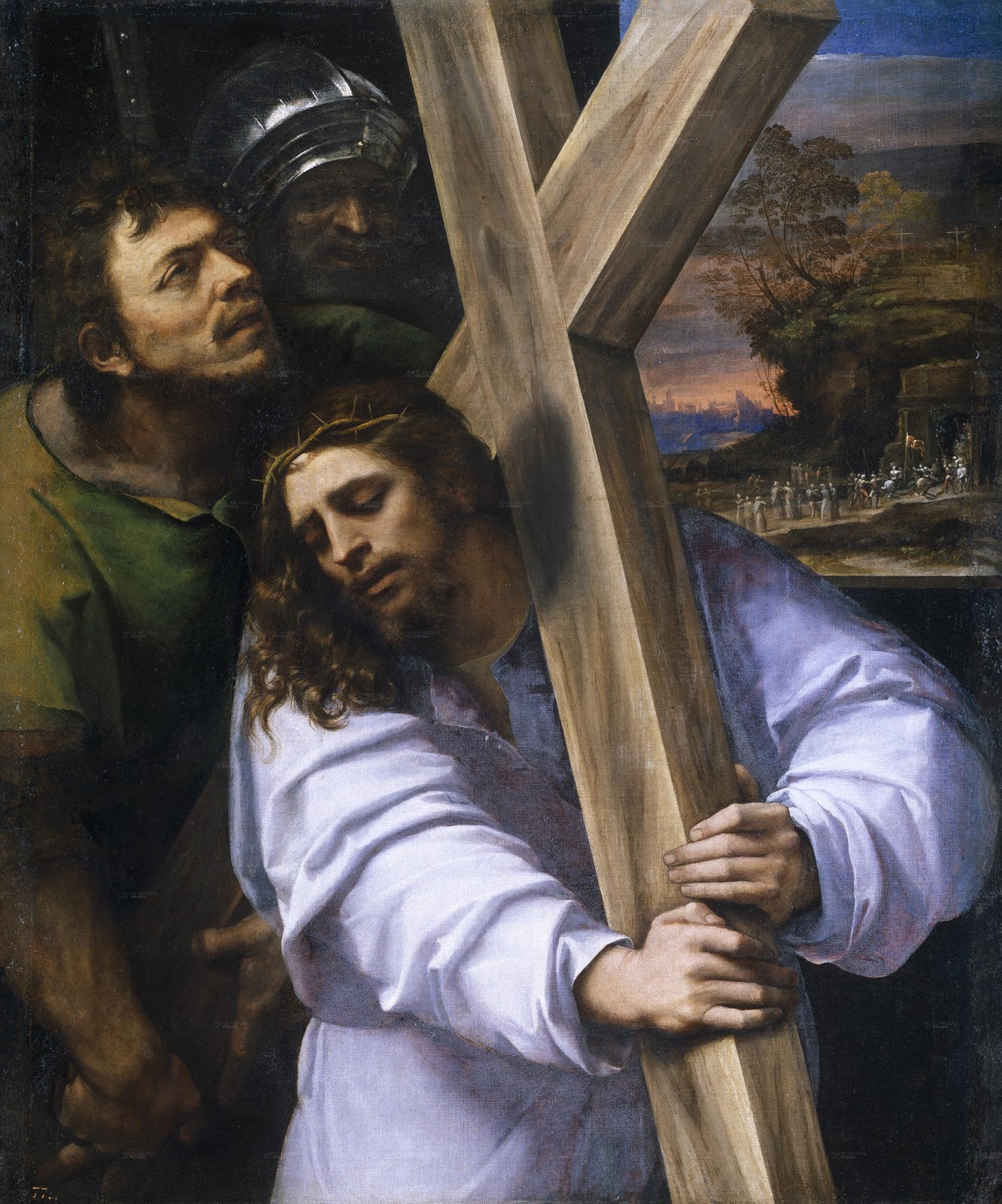
Sebastiano del Piombo, Cristo portacroce, 1516 ca., Madrid, Museo del Prado

Il dipinto è molto probabilmente identificabile con quello oggetto di un aneddoto raccontato da Giulio Mancini nelle sue Considerazioni sulla pittura (1620).
Riferisce il medico ed amatore d'arte senese che Annibale, stizzito da alcune affermazioni del suo mecenate Odoardo Farnese sulla superiorità dei pittori del passato rispetto agli attuali, dipingesse un «Cristo flagellato e tirato per i capelli dai manigoldi di maniera di fra Bastiano» (cioè di Sebastiano del Piombo).
Appeso il quadro ad una parete del palazzo, quando il cardinal Farnese lo vide, ammirandolo e scambiandolo per un dipinto del Luciani, confermò la sua precedente idea, rammaricandosi del fatto che pittori di tale valore fossero ormai morti, al che Annibale prontamente rispose di essere per «gratia di Dio vivo».
Come il resto delle raccolte farnesiane, da Roma il dipinto passò prima a Parma e poi a Napoli. Sul finire del Settecento venne ceduto ad un collezionista inglese. Rimesso sul mercato, nel 1951 fu acquistato dallo Stato italiano e destinato alla Pinacoteca Nazionale di Bologna.
La datazione del dipinto è piuttosto controversa. Se, seguendo il Mancini, è certo che esso sia stato eseguito a Roma (quindi non prima del 1595), è dubbio invece a quale altezza degli anni romani di Annibale si collochi. L'influenza veneta sull'opera ha fatto propendere alcuni autori ad una datazione precoce, tra il 1595 e il 1596, cioè agli esordi romani del Carracci, altri invece, ravvisando nel Cristo incoronato anche il frutto di alcune riflessioni su Raffaello e Caravaggio, lo posticipano di qualche anno, all'incirca al 1600.
Un altro aneddoto riguarda questo dipinto. Narra il Bellori che durante il funerale di Annibale il Cristo incoronato fu collocato da Antonio Carracci alla testa del catafalco allestito per le spoglie dello zio.

## Descrizione e stile

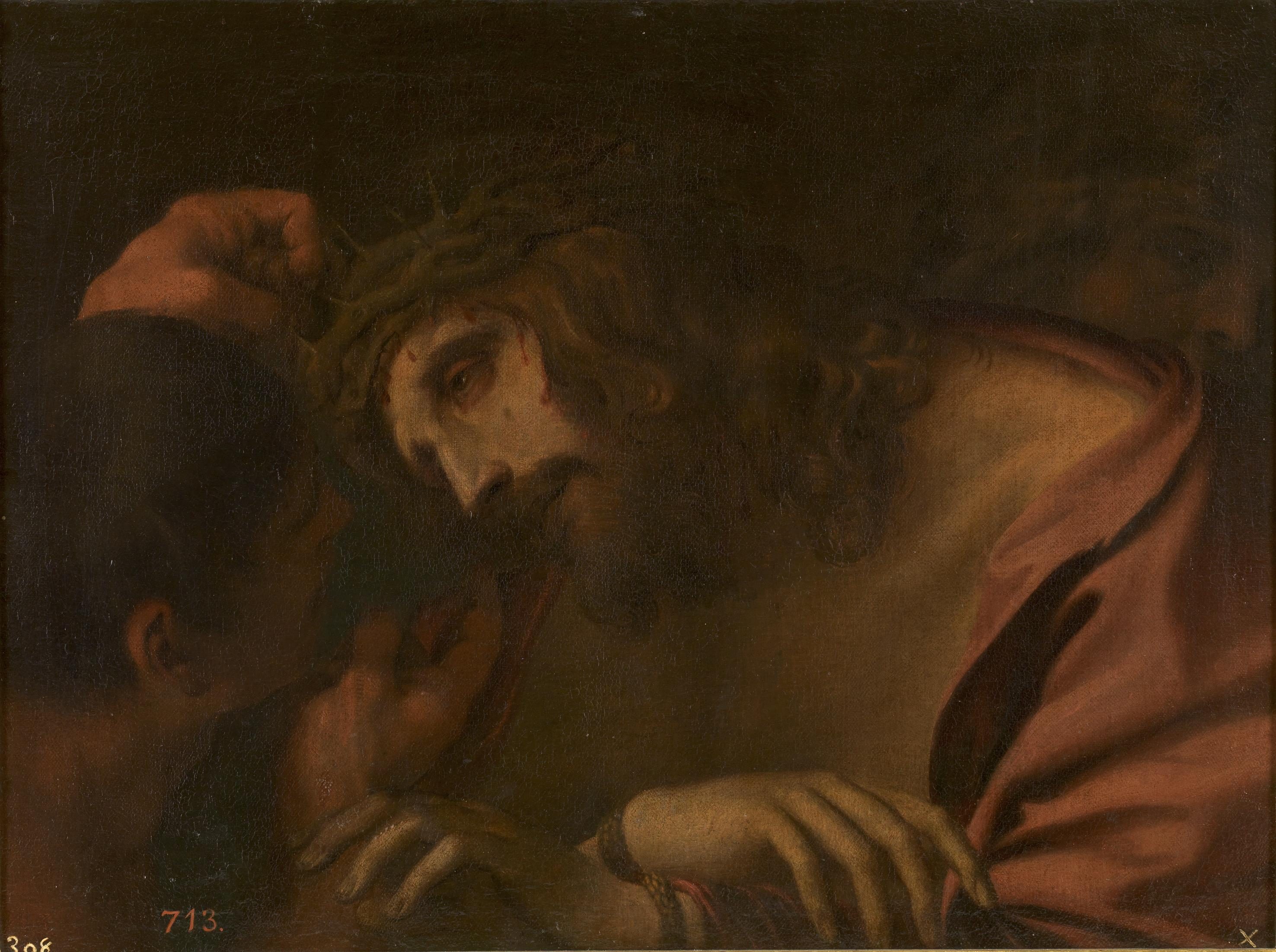
Andrea Sacchi, Cristo incoronato di spine, Madrid, Museo del Prado

Come rilevato dal Mancini, il primissimo piano della composizione associa il Cristo incoronato di Annibale alle celebri raffigurazioni del Cristo portacroce di Sebastiano del Piombo.
Nonostante il punto di osservazione molto ravvicinato, Annibale è riuscito egualmente a dare un’accentuata profondità prospettica alla composizione, scalando le tre figure che vi compaiono su piani diversi. Lo spazio pur ridotto che vi è tra Gesù e l’aguzzino che sta calando la corona di spine sul suo capo è riempito dalle bellissime mani in scorcio del Signore, la cui posizione contribuisce alla resa tridimensionale del dipinto.
Per questo aspetto il Cristo incoronato di Annibale (come altre opere del Carracci collocabili a cavallo tra Cinque e Seicento) è stato avvicinato alle ricerche raffaellesche sulla possibilità di conferire profondità allo spazio pittorico grazie al gesto della figura dipinta, interesse che in quello stesso periodo occupava, secondo questa chiave critica, anche il Caravaggio.
Un'eco della pittura del Merisi, del resto, era stata già colta da Cesare Gnudi nel trattamento luministico del dipinto.
Le varie copie, una delle quali dovuta ad Andrea Sacchi (Museo del Prado), testimoniano l'apprezzamento riscosso da quest'opera di Annibale Carracci.
Il dipinto fu oggetto di un paio di traduzioni incisorie, la prima delle quali si deve, nel 1627, al fiorentino Sebastiano Vaiani. Si tratta di una delle stampe più risalenti tratte da opere del Carracci (a parte le pochissime intagliate quando Annibale era ancora in vita) e fu dedicata al cardinale Desiderio Scaglia, all'epoca commissario generale della Santa Inquisizione.
Il dipinto interessò anche Antoon van Dyck che, durante il suo soggiorno a Roma (1622), trasse uno schizzo dal Cristo incoronato di Annibale, inserito nel suo celebre Taccuino italiano.

## Altre immagini

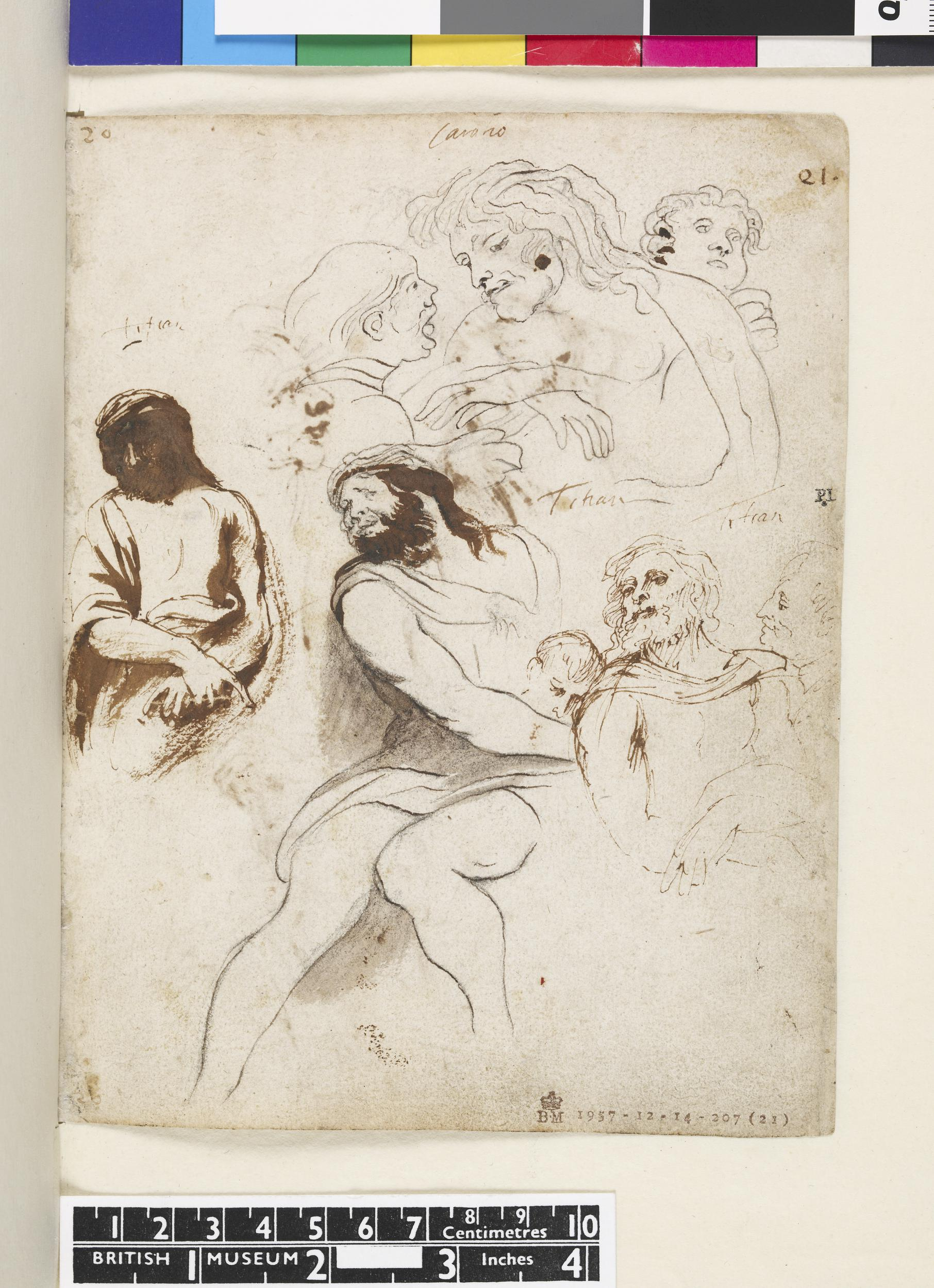
Antoon van Dyck, Taccuino italiano, 1621-1627, Londra, British Museum. Lo schizzo dal Cristo incoronato di Annibale è nella parte alta del foglio, sopra lo studio dell'Incoronazione di spine di Tiziano (Louvre)
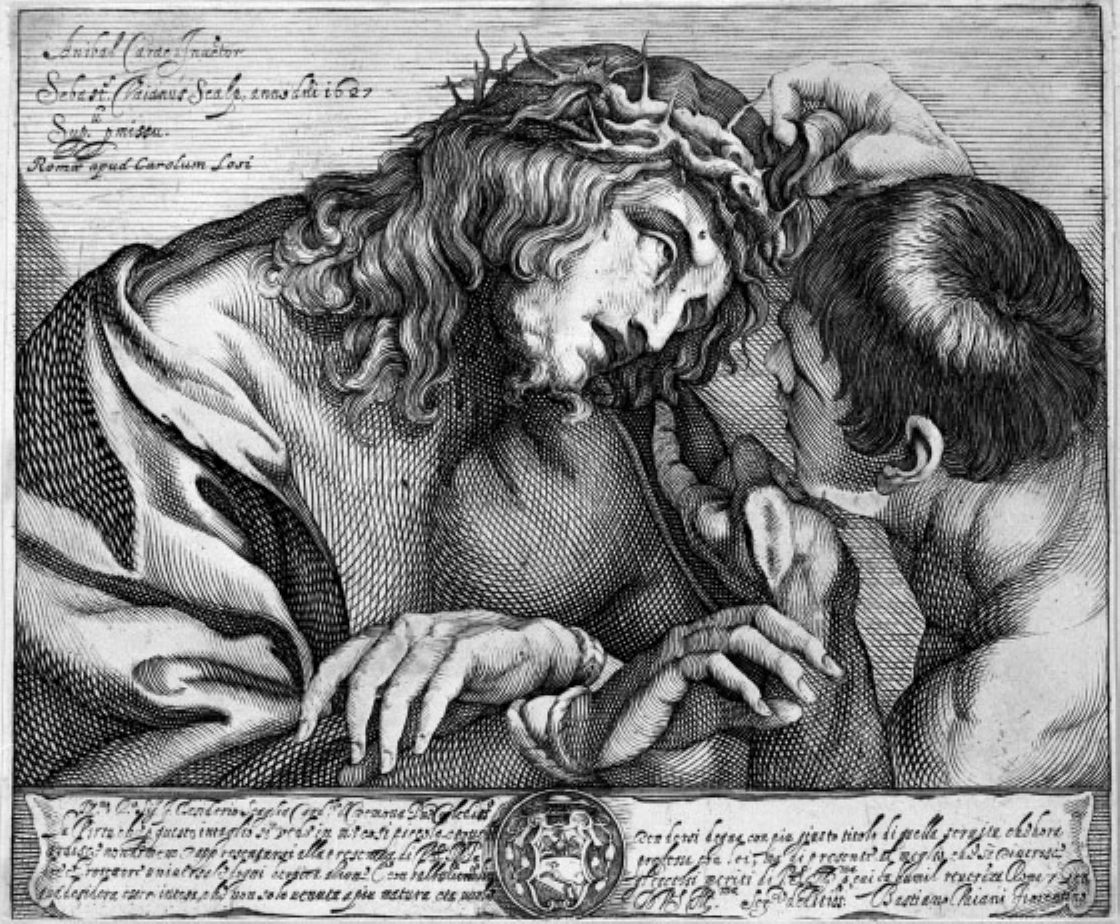
L'incisione di Sebastiano Vaiani, 1627